# 吉田仁美
吉田 仁美（よしだ ひとみ、1984年7月13日 - ）は、日本の女優、声優、歌手。千葉県出身。mitt management所属。

## 経歴
3歳から6歳までドイツで暮らし、帰国後東俳に登録、1990年から子役として舞台、ドラマ、CMなどで活動する。当時は　記憶はないが、テレビを見ながら「これに出たい」と言っていたという。それで親の知人が新聞の折込に入っていた劇団に応募して、「オーディションを受けに来てください」と通知が来て、「なんだこれ？」と受けに行ってみたところ、合格し、芸能活動を始めたという。その後、2001年にNHK教育テレビ『うたっておどろんぱ!』のオーディションに合格し、主役・ひとみとして出演し、高い歌唱力を発揮する。
2006年にアニメーション映画『カーズ』の吹き替えで声優デビュー。『家庭教師ヒットマンREBORN!』で初のテレビアニメ出演にしてレギュラー役である三浦ハルを演じ、以降は声優業が主軸になる。
また、2008年にアーティストデビューして以降、『そらのおとしもの』や『我が家のお稲荷さま。』、『スマイルプリキュア!』で主題歌を担当するなど、歌手活動も精力的。他にも、ミュージカルや舞台への出演も多く、幅の広い活動を行なっている。以前はヤザ・パパに所属していたが、2012年4月よりアミュレート所属。
2014年5月28日、ファースト・アルバム「.htm」を発売。
2016年4月4日より、『おかあさんといっしょ』内の人形劇『ガラピコぷ〜』にてチョロミーの声優を担当。
2016年7月13日、32歳の誕生日に入籍を発表。
2024年7月1日に、アミュレートを退所し、フリーランスとなったことを自身のXにて報告。2025年4月1日よりmitt managementに所属。

## 人物・交友
性格は極めて明るく、自他共に認めるおしゃべり好き。ラジオなどでは終始ハイテンションで、喋りすぎのあまり呼吸を忘れて息苦しくなることがある。
本人曰く、『中村繪里子さんとは会話のテンポが全く同じ』であり、『A&G ARTIST ZONE 2h』に中村が飛び入りゲストとして出演した際には、その日の番組ブログに『オバケVSモンスター…無効試合!』という見出しが付くほどに喋りっぱなしの番組になった。こうした仲の良さから2015年5月にはユニット「中☆吉（なかよし）」を結成している。
『家庭教師ヒットマンREBORN!』で共演した稲村優奈と仲が良く、『優奈さんに見捨てられたら……』というたとえ話を持ち出すほどに慕っている。
『そらのおとしもの』から誕生し、同アニメの主題歌を担当するユニット「blue drops」のパートナーである早見沙織に対しては、「年下だがしっかりしている」と、さまざまなラジオで語っている。

## 歌手活動
本格的に歌手活動を始めてから、『我が家のお稲荷さま。』のOPを担当し、その後『そらのおとしもの』シリーズ（テレビシリーズ、劇場版計4作）のOPを早見沙織とのユニット「blue drops」で担当している。また、『スマイルプリキュア!』からプリキュアシリーズのエンディングテーマを3作連続で担当した。
長年活動をしてきたがアルバムの話は無く、吉田本人としてはずっと前から出したいと思っていた。2014年にファーストアルバム『.htm』を出す事が決まり、6年待ち望んでいた吉田は人一倍思い入れがあり、『そらのおとしもの』から「Main Vocal Hitomi」バージョンとして数多く選曲されているほか、自ら作詞した新曲も収録されている。
スーパー戦隊シリーズでは『獣電戦隊キョウリュウジャー』の挿入歌で初参加。『快盗戦隊ルパンレンジャーVS警察戦隊パトレンジャー』では吉田達彦とのデュエットで主題歌を担当。スーパー戦隊シリーズで女性歌手がオープニングテーマの歌唱に参加するのは『秘密戦隊ゴレンジャー』の堀江美都子、『未来戦隊タイムレンジャー』の佐々木久美に続いて吉田が3人目となる。

## 出演
太字はメインキャラクター。

### 舞台
- 『藍染め高尾』 - 高尾付きのかむろ ゆかり 役
- 吉幾三特別公演『泣いて笑ってああ…人生』 - 大石トモコ 役
- 明治座創業百周年4月公演 松平健主演『船遊女』 - 源頼家 役
- 中条きよし特別公演 新歌舞伎座『二代目はん』 - 菊乃 役
- 東宝ミュージカル特別公演『王様と私』 - イン・ヤオラック女 役
- 『細雪』 - 悦子 役
- 東宝ミュージカル特別公演『王様と私』 - 王女（花） 役
- 香瑠鼓プロデュース公演『M＋W＝∞（ムープーワープ）』 - 月の光 役
- 香瑠鼓プロデュース公演『SHINLA〜森羅〜』 - 主人公の妹 役
- おっ、ぺれったプロデュース DOUBLE STANDARD『ご都合主義で行こう!』 中田まとも 役
- 舞台「ケンコー全裸系水泳部 ウミショー」 - 妹ザル 役
- ファミリー大戦争〜オヤジの嫁さん〜 - 塚本春奈 役
- アクション×ダンスバージョン『真田風雲録』
- KOYA・MAPvol.3 チョコレートガールズ（2010年2月13日） - 日替わりゲスト
- Func A ScamperS 009 「#06 スーパーヒーローイズム」（2010年5月22日 - 30日、吉祥寺シアター）
- 『コントンクラブ image3』〜オムニバスギャグエンターテインメント〜（2010年6月9日 - 13日、シアターサンモール）
- 劇団M.M.C オリジナルミュージカル vol.27『星の王子さま』（2010年7月15日 - 21日、新宿SPACE107） - 王子様 役
- PRODUCE UNIT JOE Company 8 『THE KIDS』（2010年8月25 - 29日、本多劇場）
- シルバニアファミリー25周年記念ミュージカル（2010年12月5日、博品館劇場） - スペシャルゲスト：歌のお姉さん・吉田仁美として。
- ニコニコミュージカル『ニコニコニーコ』（2011年3月17日 - 27日、シアターグリーン）
- スーパーミュージカル『聖闘士星矢』（2011年7月28日 - 31日、全労済ホール スペース・ゼロ） - 絵梨衣 役
- ミュージカル『薄桜鬼』〜斎藤一篇〜（2012年4月27日 - 5月8日、サンシャイン劇場） - 雪村千鶴 役[19]
- RITROVO ピアノ朗読劇「星の王子さま」（2015年6月27日 - 28日、東池袋あうるすぽっと）
- 烈！バカフキ！（2016年4月14日 - 17日、Zeppブルーシアター六本木）
- エン*ゲキ#02『スター☆ピープルズ!!』（2017年1月、紀伊國屋ホール）[20]
- OVER40S 顔見世公演 リーディングセッション『蠅取り紙-山田家の5人兄弟』（2025年8月23日・24日〈予定〉、シアター1010 稽古場1ミニシアター / 10月18日・19日〈予定〉、ザムザ阿佐谷）[21]

### 映画
- 五星戦隊ダイレンジャー（1993年4月7日） - まどか
- ファンタスティポ（2005年2月5日） - アルマジロ社社員

### ドラマ
2002年
- NHK教育 シャドーマン（マホ）

### CM
- こども英会話教室ミネルヴァ
- グリコ 「プリッツ」『大きなお口でア〜ン篇』（「へいあ〜んダンサーズ」として出演）
- 高砂殿「踊る花嫁篇」
- フジテレビ「きっかけはフジテレビ」
- 明光義塾
- 三菱自動車
- みちのく銀行
- 丸美屋「麻婆豆腐の素」「釜めしの素」
- はっけん たいけん だいすき! しまじろう
- 牧場物語 わくわくアニマルマーチ

### テレビアニメ
2006年
- 家庭教師ヒットマンREBORN!（三浦ハル）

2007年
- Myself ; Yourself（今日のお姉さん）

2008年
- 恋姫†無双（2008年 - 2010年、司会（陳琳））
- 我が家のお稲荷さま。（サイノキ）

2009年
- カーズトゥーン メーターの世界つくり話（ミア&ティア）
- ジュエルペット（2009年 - 2014年、ユーク）-6シリーズ
- 真・恋姫†無双（2009年 - 2010年、司会〈陳琳〉）
- とある魔術の禁書目録（風紀委員）
- 遊☆戯☆王5D's（ルチアーノ）

2013年
- ラブリームービー いとしのムーコ （2013年 - 2014年、ムーコ） - 2シリーズ ※フジテレビ版

2014年
- ハピネスチャージプリキュア!（オハナ / キュアサンセット）

2015年
- いとしのムーコ（ムーコ）※テレビ東京版
- おじゃる丸（2015年 - 2016年、偽おじゃる丸、姫君、ノートデス）
- おまかせ!みらくるキャット団（りんのすけ）
- 怪盗ジョーカー シリーズ（2015年 - 2016年、キラ）
- それいけ!アンパンマン（2015年 - 2024年、えのきだけよ〈3代目〉、ネコ美）

2016年
- Occultic;Nine -オカルティック・ナイン-（相川実優羽）

2019年
- グリムノーツ The Animation（毒林檎の王妃、先代王妃）
- ゲゲゲの鬼太郎（第6作）（千代）

### 劇場アニメ
2015年
- デジモンアドベンチャー tri. 第1章「再会」（太刀川ミミ）

2016年
- デジモンアドベンチャー tri. 第2章「決意」（太刀川ミミ）
- デジモンアドベンチャー tri. 第3章「告白」（太刀川ミミ、芽心の母）

2017年
- デジモンアドベンチャー tri. 第4章「喪失」（太刀川ミミ）
- デジモンアドベンチャー tri. 第5章「共生」（太刀川ミミ）

2018年
- デジモンアドベンチャー tri. 第6章「ぼくらの未来」（太刀川ミミ）

2020年
- デジモンアドベンチャー LAST EVOLUTION 絆（太刀川ミミ）

### OVA
- 家庭教師ヒットマンREBORN! ジャンプスーパーアニメツアー2009 ボンゴレ式修学旅行、来る! THE COMPLETE MEMORIAL（2009年、三浦ハル）

### Webアニメ
- ノクターンブギ（2020年、大噛美瑠衣[28]）

### ゲーム
2007年
- 家庭教師ヒットマンREBORN! Let's暗殺!? 狙われた10代目!（三浦ハル）
- 家庭教師ヒットマンREBORN!DS 死ぬ気MAX!ボンゴレカーニバル!!（三浦ハル）
- 家庭教師ヒットマンREBORN!DS フレイムランブル開炎 リング争奪戦!（三浦ハル）

2008年
- 家庭教師ヒットマンREBORN! 禁断の闇のデルタ（三浦ハル）
- 家庭教師ヒットマンREBORN! ドリームハイパーバトル! Wii（三浦ハル）
- 家庭教師ヒットマンREBORN! バトルアリーナ（三浦ハル）
- 家庭教師ヒットマンREBORN!DS フェイトオブヒート 炎の運命（三浦ハル）
- 家庭教師ヒットマンREBORN!DS フレイムランブル超 燃えよ未来（三浦ハル）
- 家庭教師ヒットマンREBORN!DS マフィア大集合! ボンゴレフェスティバル!!（三浦ハル）

2009年
- サンデーVSマガジン 集結!頂上大決戦
- サイキン恋シテル?（新道森香）

2010年
- 家庭教師ヒットマンREBORN! 絆のタッグバトル（三浦ハル）
- 遊☆戯☆王ファイブディーズ タッグフォース5（ルチアーノ）

2011年
- 遊☆戯☆王ファイブディーズ タッグフォース6（ルチアーノ）

2014年
- 超女神信仰 ノワール 激神ブラックハート（ウィン）

2015年
- インフィニット・ドライブ

2016年
- スケ雀刑事（士倉百乃）
- グリムノーツ（毒林檎の王妃）

2017年
- OCCULTIC;NINE（相川実優羽）

2019年
- JUMP FORCE（ヴェノムズ）
- エンゲージプリンセス〜眠れる姫君と夢の魔法使い〜（紅姫）

2021年
- セブンナイツ2（ジュジュ）

2022年
- Relayer（アマノガワ）

2023年
- マブラヴ：ディメンションズ（アイリスディーナ・ベルンハルト）

### 吹き替え
2006年
- カーズ（ミア&ティア）※声優としてのデビュー作

2011年
- カーズ2（ミア&ティア）

### ラジオ
- A&G ARTIST ZONE 吉田仁美の2h（2010年 - 2014年、超!A&G+）
- 吉田仁美のプリキュアラジオ キュアキュア♡プリティ（2014年 - 2015年、朝日放送）
- A&G ARTIST ZONE 吉田仁美のTHE CATCH（2018年、超!A&G+）
- おはよう☆なかよし（2018年 - 2019年、超!A&G+）[37][38]

### その他
- NHK教育テレビ うたっておどろんぱ  SING ALONG! DANCE ALONG（ヒトミ）
- NHK教育テレビ うたっておどろんぱ!（主役・ひとみ）
- NHK教育テレビ うたっておどろんぱ! プラス（主役・ひとみ）
- NHK教育テレビ シャドーマン（マホ）2002年8月24日
- ケーブルテレビ品川 しながわ教育NEO（ナレーション）2008年3月 - 9月
- テレビ東京 ファイテンション☆テレビ 『未来ヒコーキ』歌担当
- ケーブルテレビ品川 しながわのチカラ第6回 ぐるり品川ふちどり隊 出演 2009年3月
- NHK Eテレ ふしぎがいっぱい（小学4年生向けシリーズ）
- NHK Eテレ おかあさんといっしょ「ガラピコぷ〜」（チョロミー[13]）
- 全プリキュア 20th Anniversary LIVE! 「大集合！夢のメモリアルステージショー」（2024年、ライブルン[39]）

## ディスコグラフィ

### アルバム
| 枚     | 発売日        | タイトル | 規格品番   | オリコン 最高位 |
| ------ | ------------- | -------- | ---------- | --------------- |
| 1st    | 2014年5月28日 | .htm     | COCX-38544 | 212位           |
| ベスト | 2018年6月27日 | 10rder   | COCX-40395 |                 |

### 歌手参加楽曲
| 発売日         | 商品名 | 歌 | 楽曲                                                                       | 備考                                                                                    |
| -------------- | --- | --- | -------------------------------------------------------------------------- | --------------------------------------------------------------------------------------- |
| 2007年12月19日 | キティズパラダイスPLUS ソング・ブック サンリオキャラクターとうたおう! アニメ・ソング                        | | 「」                                                                       | 『キティズパラダイスPLUS』                                                              |
| 2008年5月14日  | KI-ZU-NA〜遥かなる者へ                                                                                      | ヒトミソラ | 「KI-ZU-NA〜遥かなる者へ」                                                 | テレビアニメ『我が家のお稲荷さま。』オープニングテーマ                                  |
| 2008年5月14日  | KI-ZU-NA〜遥かなる者へ                                                                                      | ヒトミソラ | 「奇跡〜I believe in you〜」                                               | テレビアニメ『我が家のお稲荷さま。』挿入歌                                              |
| 2009年11月4日  | Ring My Bell                                                                                                | blue drops | 「Ring My Bell（Main Vocal Hitomi）」                                      | テレビアニメ『そらのおとしもの』オープニングテーマ                                      |
| 2009年11月4日  | Ring My Bell                                                                                                | blue drops | 「そばにいられるだけで（Main Vocal Hitomi）」                              | テレビアニメ『そらのおとしもの』エンディングテーマ                                      |
| 2010年         | うたっておどろう！シルバニアファミリー                                                                      | 吉田仁美 | 「シルバニアファミリー」                                                   | OVA『シルバニアファミリー』オープニングテーマ                                           |
| 2010年11月10日 | ハートの確率                                                                                                | blue drops | 「ハートの確率（Main Vocal Hitomi）」                                      | テレビアニメ『そらのおとしものフォルテ』オープニングテーマ                              |
| 2010年11月10日 | ハートの確率                                                                                                | blue drops | 「帰るから（Piano Version）」                                              | テレビアニメ『そらのおとしものフォルテ』第1話エンディングテーマ                         |
| 2010年12月22日 | テレビアニメ「そらのおとしものフォルテ」“今年も"エンディング・テーマ・コレクション                          | イカロス（早見沙織）featuring blue drops | 「COSMOS」                                                                 | テレビアニメ『そらのおとしものフォルテ』第2話エンディングテーマ                         |
| 2011年6月22日  | SECOND | blue drops | 「SECOND」                                                                 | アニメ映画『[[劇場版 そらのおとしもの 時計じかけの哀女神]]』主題歌                      |
| 2011年6月22日  | SECOND | blue drops | 「そらとまぼろし」                                                         | アニメ映画『劇場版 そらのおとしもの 時計じかけの哀女神』エンディングテーマ              |
| 2012年3月7日   | Let's go!スマイルプリキュア!/イェイ!イェイ!イェイ!                                                          | 吉田仁美 | 「イェイ!イェイ!イェイ!」                                                  | テレビアニメ『スマイルプリキュア!』エンディングテーマ                                   |
| 2012年7月18日  | スマイルプリキュア! ボーカルアルバム1〜ひろがれ!スマイルワールド!!〜                                        | 吉田仁美 | 「スマイルカーニバル!!」                                                   | テレビアニメ『スマイルプリキュア!』関連曲                                               |
| 2012年7月18日  | スマイルプリキュア! ボーカルアルバム1〜ひろがれ!スマイルワールド!!〜                                        | 池田彩、吉田仁美 | 「明日のみんなへ」                                                         | テレビアニメ『スマイルプリキュア!』関連曲                                               |
| 2012年9月5日   | 満開*スマイル!/笑う 笑えば 笑おう♪                                                                          | 吉田仁美 | 「満開*スマイル!」                                                         | テレビアニメ『スマイルプリキュア!』後期エンディングテーマ                               |
| 2012年11月28日 | スマイルプリキュア! ボーカルアルバム2〜みんな笑顔になぁれ!〜                                                | 吉田仁美 | 「スマイル&スマイル」                                                      | テレビアニメ『スマイルプリキュア!』関連曲                                               |
| 2013年3月6日   | Happy Go Lucky! ドキドキ!プリキュア/この空の向こう                                                          | 吉田仁美 | 「この空の向こう」                                                         | テレビアニメ『ドキドキ!プリキュア』エンディングテーマ                                   |
| 2013年3月13日  | プリキュア〜永遠のともだち〜#プリキュア〜永遠のともだち〜(2013Version)/みんなともだち                       | 工藤真由、黒沢ともよ、吉田仁美 | 「プリキュア〜永遠のともだち〜(2013Version)」                              | アニメ映画『映画 プリキュアオールスターズNewStage2 こころのともだち』オープニングテーマ |
| 2013年3月13日  | プリキュア〜永遠のともだち〜#プリキュア〜永遠のともだち〜(2013Version)/みんなともだち                       | 黒沢ともよ、吉田仁美 | 「みんなともだち」                                                         | アニメ映画『映画 プリキュアオールスターズNewStage2 こころのともだち』テーマソング       |
| 2013年7月17日  | ドキドキ!プリキュア ボーカルアルバム1 Jump up, GIRLS!                                                       | 吉田仁美 | 「プリキュアTyphooooon!」                                                  | テレビアニメ『ドキドキ!プリキュア』関連曲                                               |
| 2013年9月4日   | ラブリンク                                                                                                  | 吉田仁美 | 「ラブリンク」                                                             | テレビアニメ『ドキドキ!プリキュア』後期エンディングテーマ                               |
| 2013年9月4日   | ラブリンク                                                                                                  | 吉田仁美・黒沢ともよ with ドキドキ!プリキュア | 「この空の向こう〜ドキドキ!プリキュアといっしょ〜」                        |                                                                                         |
| 2013年9月18日  | 獣電戦隊キョウリュウジャー オリジナルサウンドトラック 聴いておどろけ!ブレイブサウンズ3 キョウリュウ・ビート | 高橋秀幸、松原剛志、吉田仁美 | 「The Braves 〜竜の道を継ぐ者」                                            | テレビドラマ『獣電戦隊キョウリュウジャー』挿入歌                                        |
| 2013年11月6日  | ドキドキ!プリキュア ボーカルアルバム2〜100%プリキュアDAYS☆〜                                                | 吉田仁美 | 「プリキュアDAYS☆」                                                        | ラジオ『吉田仁美のプリキュアラジオ キュアキュア♡プリティ』2014年5月エンディングテーマ   |
| 2014年1月15日  | ドキドキ!プリキュア ボーカルベスト                                                                          | 五條真由美、うちやえゆか、工藤真由、宮本佳那子、茂家瑞季、林ももこ、池田彩、吉田仁美、黒沢ともよ                                                                                            | 「プリキュアメドレー2013（Full Version）」                                 | テレビアニメ『ドキドキ!プリキュア』関連曲                                               |
| 2014年3月5日   | ハピネスチャージプリキュア!WOW!/プリキュア・メモリ                                                          | 吉田仁美 | 「プリキュア・メモリ」                                                     | テレビアニメ『ハピネスチャージプリキュア!』エンディングテーマ                           |
| 2014年4月23日  | そらのおとしもの ～エターナル・イカロス～                                                                   | blue drops | 「ERASE」                                                                  | アニメ映画『そらのおとしものFinal 永遠の私の鳥籠』劇中歌                                |
| 2014年4月23日  | そらのおとしもの ～エターナル・イカロス～                                                                   | blue drops | 「always smiling 〜そらのおとしもの〜」                                    | アニメ映画『そらのおとしものFinal 永遠の私の鳥籠』主題歌                                |
| 2014年7月23日  | ハピネスチャージプリキュア! ボーカルアルバム1〜Hello!ハピネスフレンズ!〜                                    | 吉田仁美 | 「Lovely night 〜キラ★キラ★Happy time〜」                                  | ラジオ『吉田仁美のプリキュアラジオ キュアキュア♡プリティ』2014年7月エンディングテーマ   |
| 2014年10月8日  | パーティ ハズカム                                                                                           | 吉田仁美 | 「パーティ ハズカム」                                                      | テレビアニメ『ハピネスチャージプリキュア!』後期エンディングテーマ                       |
| 2014年11月19日 | ハピネスチャージプリキュア! ボーカルアルバム2〜シャイニング☆ハピネスパーティ〜                              | 吉田仁美 | 「Sunset Braver」                                                          | テレビアニメ『ハピネスチャージプリキュア!』関連曲                                       |
| 2015年8月19日  | プリキュアたいそう&プリキュア音頭〜スマイルWink〜                                                           | 吉田仁美 | 「プリキュアたいそう」                                                     |                                                                                         |
| 2018年3月14日  | 快盗戦隊ルパンレンジャーVS警察戦隊パトレンジャー 主題歌                                                     | Project.R（吉田達彦、吉田仁美） | 「ルパンレンジャーVSパトレンジャー」                                       | テレビドラマ『快盗戦隊ルパンレンジャーVS警察戦隊パトレンジャー』主題歌                  |
| 2018年3月14日  | 快盗戦隊ルパンレンジャーVS警察戦隊パトレンジャー 主題歌                                                     | 吉田仁美（Project.R） | 「Chase You Up!パトレンジャー」                                            | テレビドラマ『快盗戦隊ルパンレンジャーVS警察戦隊パトレンジャー』挿入歌                  |
| 2018年6月27日  | 快盗戦隊ルパンレンジャーVS警察戦隊パトレンジャー ミニアルバム3                                              | 吉田仁美（Project.R）、コーラス/国際警察合唱団 | 「ビシバシ体操」                                                           | テレビドラマ『快盗戦隊ルパンレンジャーVS警察戦隊パトレンジャー』挿入歌                  |
| 2023年5月24日  | 王様戦隊キングオージャー EP vol.1                                                                           | 吉田仁美 | 「もっふんのうた」                                                         | テレビドラマ『王様戦隊キングオージャー』挿入歌                                          |
| 2023年11月29日 | プリキュア ボーカルベストBOX 2018-2023                                                                      | 池田彩、石井あみ、礒部花凜、うちやえゆか、北川理恵、工藤真由、黒沢ともよ、五條真由美、駒形友梨、佐々木李子、林ももこ、仲谷明香、後本萌葉、Machico、宮本佳那子、茂家瑞季、吉田仁美、吉武千颯 | 「DANZEN!ふたりはプリキュア 〜20th Anniversary〜 Precure Singers Edition」 | テレビアニメ「プリキュアシリーズ」関連曲                                                |

### キャラクターソング
| 発売日        | 商品名                                                                 | 歌 | 楽曲                  | 備考                                                              |
| ------------- | ---------------------------------------------------------------------- | --- | --------------------- | ----------------------------------------------------------------- |
| 2008年1月9日  | friend                                                                 | 笹川京子（稲村優奈）、三浦ハル（吉田仁美）                                                                             | 「friend」            | テレビアニメ『家庭教師ヒットマンREBORN!』第63話エンディングテーマ |
| 2009年2月27日 | Best friend!/Burning prayer                                            | 笹川京子（稲村優奈）、三浦ハル（吉田仁美）                                                                             | 「Best friend!」      | テレビアニメ『家庭教師ヒットマンREBORN!』関連曲                   |
| 2009年12月2日 | JUMP!!!/楽しくなっちゃううた                                           | 笹川京子（稲村優奈）、三浦ハル（吉田仁美）                                                                             | 「JUMP!!!」           | テレビアニメ『家庭教師ヒットマンREBORN!』関連曲                   |
| 2010年7月21日 | 家庭教師ヒットマンREBORN! キャラクターアルバム SONG "RED" 〜famiglia〜 | 笹川京子（稲村優奈）、三浦ハル（吉田仁美）、ランボ（竹内順子）、イーピン（チャン・リーメイ）、クローム髑髏（明坂聡美） | 「Tatta Latta」       | テレビアニメ『家庭教師ヒットマンREBORN!』関連曲                   |
| 2015年1月14日 | ハピネスチャージプリキュア! ボーカルベスト                             | キュアサンセット（吉田仁美）、キュアウェーブ（仲谷明香）                                                               | 「ふたりでアロ〜ハ!」 | テレビアニメ『ハピネスチャージプリキュア!』関連曲                 |

- いとしのムーコ（テレビ東京版）OPテーマ「SUKI!SUKI!SUKI!」（ムーコ（吉田仁美））
- ガラピコぷ〜主題歌「ガラピコぷ〜のテーマ」（チョロミー、ムームー、ガラピコ）
  - 他キャラクターソングはガラピコぷ〜#音楽を参照
- デジモンアドベンチャー tri. キャラクターソング 選ばれし子どもたち編（太刀川ミミ）
- NHK うたっておどろんぱ!（主役・ひとみ）
  - 今日もいいこと
  - 〜あしたにむかってダンス!〜
  - 〜こころのこえをきかせてよ〜
  - 〜ダンスは心のエネルギー〜
  - 〜めぐりあいっていいね〜

## イベント

### 合同ライブ
- 全プリキュア 20th Anniversary LIVE!（2024年1月20日・21日、横浜アリーナ[40]）

### ユニットメンバー
1. 1 2 3 4 5  吉田仁美、イカロス（早見沙織）